# Kamyszewka (obwód kurski)
Kamyszewka (ros. Камышевка) – wieś (ros. деревня, trb. dieriewnia) w zachodniej Rosji, w sielsowiecie pogriebskim rejonu sudżańskiego w obwodzie kurskim.

## Geografia
Miejscowość położona jest nad rzeką Iwnica, 20 km od granicy z Ukrainą, 4 km od centrum administracyjnego sielsowietu pogriebskiego (Pogriebki), 21 km od centrum administracyjnego rejonu (Sudża), 74 km od Kurska.
W granicach miejscowości znajduje się 31 posesji.

## Demografia
W 2010 r. miejscowość nie posiadała mieszkańców.